# Городское поселение город Строитель
Городско́е поселе́ние «Го́род Строи́тель» — упразднённое муниципальное образование в Яковлевском районе Белгородской области.
Административный центр — город Строитель.
19 апреля 2018 года упразднено при преобразовании Яковлевского района в городской округ.

## История
Городское поселение «Город Строитель» образовано 20 декабря 2004 года в соответствии с Законом Белгородской области № 159.

## Население
| 2010    | 2011    | 2012    | 2013    | 2014    | 2015    | 2016    |
| ------- | ------- | ------- | ------- | ------- | ------- | ------- |
| 24 304  | ↗24 425 | ↗24 585 | ↗24 642 | ↘24 579 | ↘24 570 | ↗24 721 |
| 2017    | 2018    |         |         |         |         |         |
| ↗24 914 | ↘24 774 |         |         |         |         |         |

## Состав городского поселения
| № | Населённый пункт | Тип населённого пункта        | Население |
| - | ---------------- | ----------------------------- | --------- |
| 1 | Жданов           | хутор                         | ↗131      |
| 2 | Журавлиное       | хутор                         | ↗95       |
| 3 | Редины Дворы     | хутор                         | ↗145      |
| 4 | Строитель        | город, административный центр | ↘23 780   |

## Местное самоуправление
Главы администрации
- Бавыкин Сергей Михайлович